# Oxyepoecus inquilina
Oxyepoecus inquilina là một loài côn trùng thuộc họ Formicidae. Đây là loài đặc hữu của Argentina.